# Edmond, Kansas
Edmond là một thành phố thuộc quận Norton, tiểu bang Kansas, Hoa Kỳ. Năm 2010, dân số của xã này là 49 người.

## Dân số
Dân số các năm:
- Năm 2000: 47 người
- Năm 2010: 49 người